# Dorothy Liebes

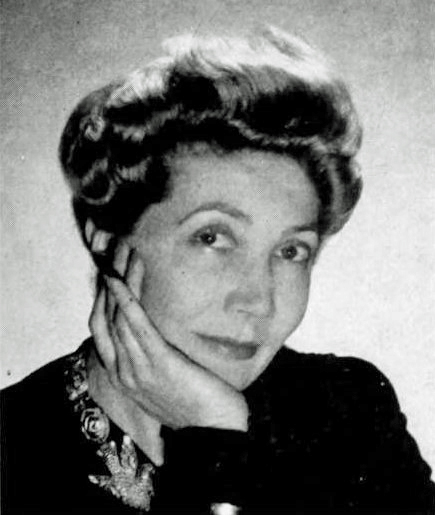
Dorothy Wright Liebes, 1946

 Dorothy Wright Liebes (* 14. Oktober 1897 in Santa Rosa, Kalifornien, USA; † 20. September 1972 in New York City, New York, USA) war eine US-amerikanische Textildesignerin und Weberin. Sie war in den 1940er und 1950er Jahren eine der bekanntesten Textildesignerinnen in den Vereinigten Staaten.

## Leben und Werk
Liebes war das älteste von vier Kindern des Chemieprofessors Frederick L. Wright und der Lehrerin Bessie Calderwood Wright. Sie studierte Kunst, Pädagogik und Anthropologie am San Jose State Teachers College und erhielt dort 1919 ihren Bachelor-Abschluss. Sie nahm 1920 an Webkursen im Hull House in Chicago teil und nutzte diese Fähigkeiten, um ihre Ausbildung an der University of California, Berkeley zu finanzieren Drei Jahre später schloss sie ihr Studium an der University of California in Berkeley mit einem Bachelor of Arts in dekorativer Kunst, Architektur sowie Textildesign ab. 1928 erhielt Liebes den Auftrag, Vorhänge für die San Francisco Stock Exchange zu entwerfen. Im gleichen Jahr lernte sie den Erben eines Kaufhauses in San Francisco, Leon Liebes, kennen und sie heirateten, 1930 trennte sie sich von ihm. An der Columbia University erwarb sie 1929 ihren Master of Arts. Im Sommer nach ihrem Abschluss studierte sie Weberei und Textildesign im Rodier Studio in Paris.

## Designstudio in San Francisco und New York City

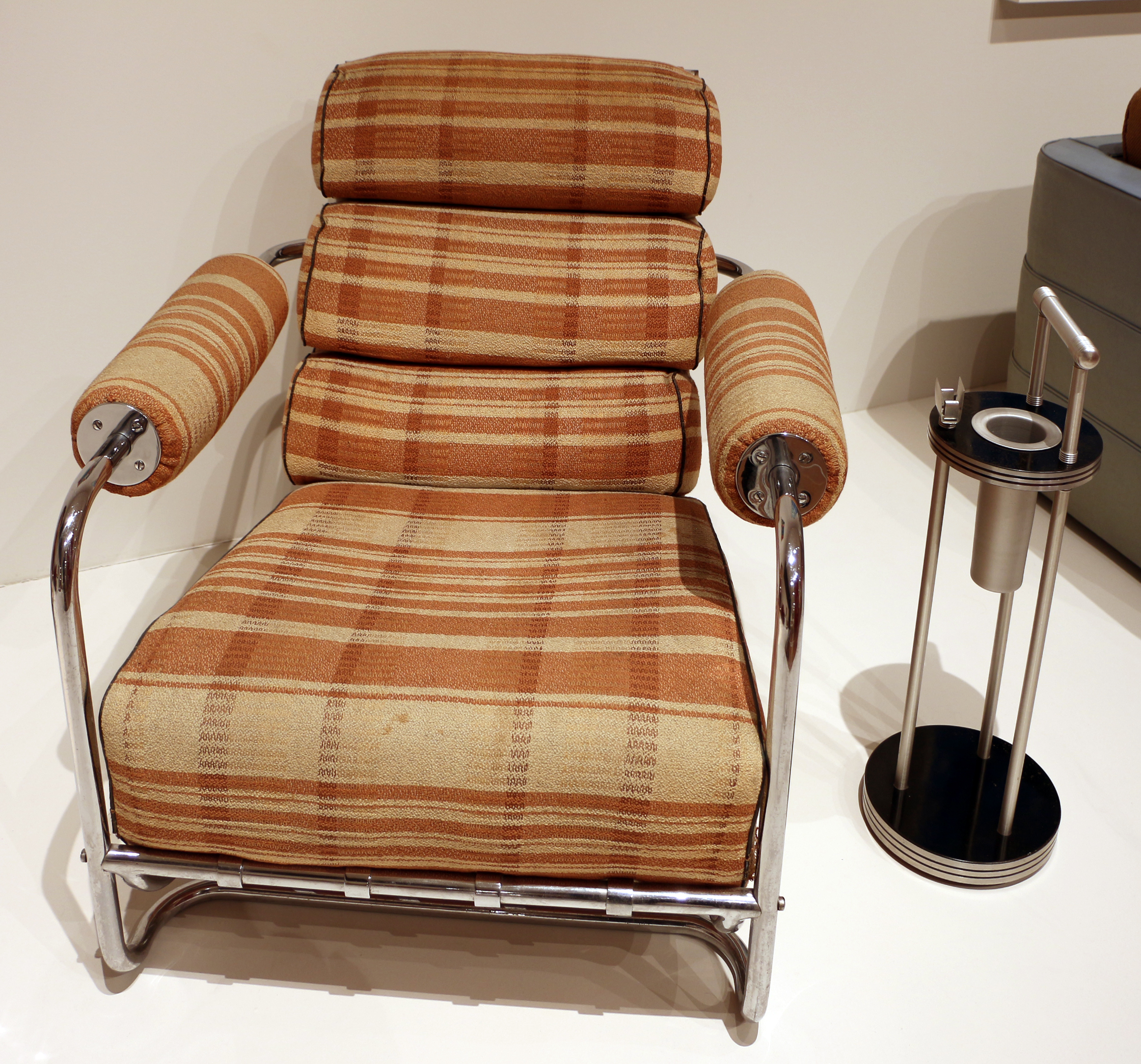
Sessel von Gilbert Rohde aus dem Jahr 1934, Polsterbezug von Liebes

Nach ihrer Rückkehr in die Vereinigten Staaten eröffnete sie 1930 ihr erstes Web- und Textildesignstudio San Francisco, wo sie sich auf Handweberei für Designer und Architekten spezialisierte. Sie arbeitete an Architekturprojekten mit, einschließlich der Gestaltung der Vorhänge und Polster für die New Yorker Weltausstellung 1938. 1934 gründete sie Dorothy Liebes Design, Inc. und führte den Betrieb in dem ursprünglichen Studio fort. Als sich ihr Kundenstamm vergrößerte, eröffnete sie ein Studio in New York City und behielt beide Studios bis 1948, als sie ihren Betrieb in San Francisco schloss und nach New York City zog. 1948 heiratete sie den mit dem Pulitzer-Preis ausgezeichneten Sonderkorrespondenten der Associated Press, Relman Morin.
Während des Zweiten Weltkriegs war Liebes nationale Direktorin des Arts & Skills-Programms des Roten Kreuzes und für die Einführung therapeutischer Handwerksprogramme für Veteranen des Zweiten Weltkriegs bekannt. Synthetische Materialien, die für den Kriegseinsatz hergestellt und genutzt worden waren, wurden in der Nachkriegszeit für die kommerzielle Nutzung verfügbar gemacht. Vor allem Aluminium war für Textilhersteller von großem Interesse. Liebes wurde die offizielle Sprecherin von Dobeckmun Co. für dessen Textilie Lurex, ihr Name wurde zum Synonym für Metallgarne. Obwohl die handgewebten Textilien von Liebes sehr teuer waren, befürwortete sie, gutes Design für alle zugänglich zu machen, und ihre Arbeiten wurden in sechs der Good Design-Ausstellungen des MoMA gezeigt. Sie arbeitete mit Industrieproduzenten wie Goodall Fabric und Bigelow Sanford Inc. zusammen, um maschinengewebte Stoffe zu entwerfen, die ihre handgewebte Qualität beibehalten. Sie gab ihr Geschäft mit Handwebereien schließlich auf und konzentrierte sich ausschließlich auf die Beratung der Industrie. Unter Beibehaltung des handgewebten Aussehens arbeitete Liebes an der Gestaltung von maschinengewebten Stoffen in einer Vielzahl unterschiedlicher Stile und Materialien.
In den 1950er Jahren wirkte sie für das Bureau of Indian Affairs und reiste durch den Südwesten, um Webtechniken der Indianer zu studieren. Von den 1930er bis 1960er Jahren arbeitete Liebes mit einigen der bedeutendsten Architekten und Designern der Zeit zusammen, darunter Frank Lloyd Wright, Henry Dreyfuss, Donald Deskey, Raymond Loewy und Samuel Abraham Marx. Auch Modedesigner, darunter Pauline Trigère, Gilbert Adrian und Bonnie Cashin, verwendeten ihre Stoffe. Zu den Aufträgen von Liebes gehörten der Speisesaal der Delegierten der Vereinten Nationen, der Persersaal im Plaza Hotel und der königliche Thronsaal des Königs von Saudi-Arabien, Abd al-Aziz ibn Saud. Ihre Textilien wurden auch in Flugzeugen, Ozeandampfern, Theatern und Hotels verwendet. Liebes war vor allem für ihre Verwendung brillanter Farben und ungewöhnlicher Materialien bekannt.
Dorothy Liebes starb 1972 im Alter von 74 Jahren in New York City.

## Vermächtnis
Zu ihren Lebzeiten erhielt Liebes große Anerkennung in der Presse und stellte ihre Werke unter anderem im San Francisco Museum of Modern Art, im New Yorker Museum of Modern Art und im Brooklyn Museum aus, wo 1942 eine Retrospektive stattfand.
Ihre Werke befinden sich in der Sammlung des Cooper Hewitt, Smithsonian Design Museum, des National Design Museum, des Victoria and Albert Museum, des Art Institute of Chicago, der Archives of American Art der Smithsonian Institution, des Phoebe A. Hearst Museum of Anthropology an der University of California in Berkeley, im Brooklyn Museum, im American Craft Museum sowie im Metropolitan Museum of Art, im Oakland Museum, im Smithsonian Design Museum. Liebes Papiere befinden sich im Smithsonian Archives of American Art und ihr handgeschnitzter „Widderkopf“-Webstuhl befindet sich in der Sammlung des National Museum of American History.
2023 veranstaltete Cooper Hewitt eine Retrospektive von Liebes Werk mit dem Titel A Dark, A Light, A Bright: The Designs of Dorothy Liebes. Die Ausstellung wurde vom Decorative Arts Trust mit dem Preis für Exzellenz und Innovation 2022 ausgezeichnet.

## Auszeichnungen (Auswahl)
- 1938: Neiman Marcus Fashion Award
- 1947: Craftsmanship Medal, American Institute of Architects
- 1948: Ehrendoktorwürde des Mills College
- 1948: Elsie de Wolfe Award[5]
- 1970: Goldmedaille des American Craft Council[6]